# Шумілін Андрій Анатолійович
Андрій Анатолійович Шумілін (рос. Андрей Анатольевич Шумилин; 9 березня 1970, Калінінград, РРФСР — 8 червня 2022) — радянський та російський борець вільного стилю, срібний та дворазовий бронзовий призер чемпіонатів світу, чемпіон та дворазовий бронзовий призер чемпіонатів Європи, триразовий володар Кубків світу, чемпіон Ігор доброї волі, чемпіон та бронзовий призер Всесвітніх ігор військовослужбовців, учасник Олімпійських ігор. Заслужений майстер спорту Росії з вільної боротьби. Калінінградський громадський та політичний діяч.

## Життєпис
Після закінчення середньої школи № 31 вступив до Калінінградського державного університету на факультет фізичної культури і спорту, який закінчив в 1995 році. У 2000 році закінчив Сучасну Гуманітарну Академію за фахом «Юриспруденція». У 2013 році закінчив Сучасну Гуманітарну Академію за фахом «Економіка». У липні 2015 удостоєний звання почесного професора Сучасної Гуманітарної Академії. У 2016 році закінчив Російську академію народного господарства та державної служби при Президенті Російської Федерації за фахом «Державне і муніципальне управління».
Боротьбою почав займатися з 1980 року. Виступав за збірні Радянського Союзу молодших вікових груп. У їх складі ставав чемпіоном світу серед юніорів 1988 року, чемпіоном світу серед молоді 1989 року та чемпіоном Європи серед молоді 1990 року.
Виступав за Спортивний клуб армії, Калінінград. Тренер — Олег Сугако. Багаторазовий чемпіон Росії.

## Політична та громадська діяльність
У 2005 році був обраний віце-президентом Федерації спортивної боротьби Калінінградської області. З 1997 року в Калінінграді проводяться міжнародні турніри з вільної боротьби на призи Андрія Шуміліна.
У 2009 році обраний президентом Олімпійського Ради Калінінградській області.
1 березня 2009 обраний депутатом міської ради Калінінграда.
13 березня 2011 року повторно обраний депутатом представницького органу міської влади м. Калінінграда. 18 вересня 2016 року знову обраний депутатом міської Ради Калінінграда. Заступник голови міської Ради депутатів Калінінграда. Голова комісії з питань місцевого самоврядування та соціальної політики.
21 травня 2011 року обраний секретарем політичної ради Калінінградського міського місцевого відділення всеросійської політичної партії «Єдина Росія». З 16 листопада 2012 року — Секретар Калінінградського міського місцевого відділення ВПП «Єдина Росія».
За даними калінінградської щотижневої громадсько-політичної газети «Новые колёса» з початку 2000-х Андрій Шумілін відомий калінінградцям як «Шума». Під такою кличкою він довгий час проходив по міліцейських базах даних як лідер організованої злочинної групи.

## Нагороди
Нагороджений орденом «Дружби», орденом «За заслуги перед Калінінградською областю», медалями «300 років Російського флоту» та «За заслуги», дипломом «Чесна гра» Міжнародного Олімпійського комітету, медаллю «За заслуги перед містом Калінінградом», пам'ятною медаллю «XXII Олімпійські зимові ігри та XI Паралімпійські зимові ігри 2014года в м. Сочі».

## Спортивні результати на міжнародних змаганнях

### Виступи на Олімпіадах
| Змагання                    | Збірна | Вагова категорія           | Місце |
| --------------------------- | ------ | -------------------------- | ----- |
| Літні Олімпійські ігри 1996 | Росія  | вільна боротьба, до 130 кг | 4     |

### Виступи на Чемпіонатах світу
| Змагання                        | Збірна | Вагова категорія           | Місце  |
| ------------------------------- | ------ | -------------------------- | ------ |
| Чемпіонат світу з боротьби 1993 | Росія  | вільна боротьба, до 130 кг | Бронза |
| Чемпіонат світу з боротьби 1994 | Росія  | вільна боротьба, до 130 кг | 11     |
| Чемпіонат світу з боротьби 1998 | Росія  | вільна боротьба, до 130 кг | Бронза |
| Чемпіонат світу з боротьби 1999 | Росія  | вільна боротьба, до 130 кг | Срібло |

### Виступи на Чемпіонатах Європи
| Змагання                         | Збірна | Вагова категорія           | Місце  |
| -------------------------------- | ------ | -------------------------- | ------ |
| Чемпіонат Європи з боротьби 1990 | СРСР   | вільна боротьба, до 130 кг | Бронза |
| Чемпіонат Європи з боротьби 1994 | Росія  | вільна боротьба, до 130 кг | Бронза |
| Чемпіонат Європи з боротьби 1999 | Росія  | вільна боротьба, до 130 кг | Золото |

### Виступи на Кубках світу
| Змагання                    | Збірна | Вагова категорія           | Місце  |
| --------------------------- | ------ | -------------------------- | ------ |
| Кубок світу з боротьби 1993 | Росія  | вільна боротьба, до 130 кг | Золото |
| Кубок світу з боротьби 1995 | Росія  | вільна боротьба, до 130 кг | Золото |
| Кубок світу з боротьби 1998 | Росія  | вільна боротьба, до 130 кг | Золото |

### Виступи на інших змаганнях
| Змагання                                | Збірна | Вагова категорія           | Місце  |
| --------------------------------------- | ------ | -------------------------- | ------ |
| Всесвітні ігри військовослужбовців 1995 | Росія  | вільна боротьба, до 130 кг | Бронза |
| Ігри Балтійського моря 1997             | Росія  | вільна боротьба, до 125 кг | Золото |
| Ігри доброї волі 1998                   | Росія  | вільна боротьба, до 130 кг | Золото |
| Всесвітні ігри військовослужбовців 1999 | Росія  | вільна боротьба, до 130 кг | Золото |

### Виступи на змаганнях молодших вікових груп
| Змагання                                      | Збірна | Вагова категорія           | Місце  |
| --------------------------------------------- | ------ | -------------------------- | ------ |
| Чемпіонат світу з боротьби серед юніорів 1988 | СРСР   | вільна боротьба, до 115 кг | Золото |
| Чемпіонат світу з боротьби серед молоді 1989  | СРСР   | вільна боротьба, до 130 кг | Золото |
| Чемпіонат Європи з боротьби серед молоді 1990 | СРСР   | вільна боротьба, до 130 кг | Золото |